# Pselaphodes pengi
Pselaphodes pengi – rodzaj chrząszczy z rodziny kusakowatych i podrodziny marników. Występuje endemicznie w Chinach.
Gatunek ten opisali po raz pierwszy w 2013 roku Yin Ziwei i Li Lizhen na łamach ZooKeys. Jako miejsce typowe wskazano dolinę Heixuan w rezerwacie przyrody Labahe w chińskiej prowincji Syczuan. Epitet gatunkowy nadano na cześć Peng Zhonga, który odłowił materiał typowy.
Chrząszcz ten osiąga od 3,41 do 3,5 mm długości i od 1,29 do 1,34 mm szerokości ciała. Ubarwienie ma rudobrązowe. Głowa jest dłuższa niż szeroka, o bocznie zaokrąglonych zapoliczkach. Oczy złożone buduje u samca około 35, a u samicy około 30 omatidiów. Czułki buduje jedenaście członów, z których trzy ostatnie są powiększone, a u samca ponadto człony szósty, siódmy, dziewiąty, dziesiąty i jedenasty są zmodyfikowane. Przedplecze jest nieco dłuższe niż szerokie, o okrągławo rozszerzonych krawędziach przednio-bocznych. Pokrywy są szersze niż dłuższe. Zapiersie u samców (metawentryt) ma długie, zaopatrzone w przedwierzchołkowy ząbek, u wierzchołka rozszerzone wyrostki. Odnóża przedniej pary mają uzbrojone kolcami brzuszne brzegi krętarzy i ud oraz małą ostrogę na szczycie goleni. Odnóża środkowej pary mają kolce na spodach krętarzy i ud. Biodra, krętarze i uda tylnej pary odnóży również pozbawione są modyfikacji. Odwłok jest szeroki na przedzie i zwęża się ku tyłowi. Genitalia samca mają środkowy płat edeagusa asymetryczny i silnie rozszerzony na szczycie.
Owad ten jest endemitem południowo-zachodniej części Chin, znanym tylko z lokalizacji typowej w prowincji Syczuan. Spotykany był na rzędnych od 1800 do 2000 m n.p.m. Zasiedla ściółkę w lasach mieszanych.